# Серая линия
Серая линия (хинди ग्रे लाइन) — девятая линия Делийского метрополитена. Открытие линии с длиной 4,3 км с 3 станциями состоялось 4 октября 2019 года. Сегодня на линии 4 станции, её длина — 5,19 км. Западный участок Серой линии проходит под землёй, а восточный — на эстакадах. Линия связывает город Наджафгарх в Западном округе Дели со станцией «Дварка» Синей линии. На схемах обозначается серым цветом и номером .

## История
| Дата открытия    | Участок                       | Длина, км | Станций |
| ---------------- | ----------------------------- | --------- | ------- |
| 4 октября 2019   | Дварка — Наджафгарх           | 4,3       | 3       |
| 18 сентября 2021 | Наджафгарх — Дханза Бас Стэнд | 0,89      | 1       |
| Всего            | Дварка — Дханза Бас Стэнд     | 5,19      | 4       |

## Станции
Линия включает 4 станции; 2 последние — под землёй, остальные на эстакадах.
- «Дварка» (пересадка на одноимённую станцию  Синей линии)
- «Нангли»
- «Наджафгарх»
- «Дханза Бас Стэнд»

## Депо
Линия обслуживает действующее электродепо «Дварка», уже обслуживающее Синюю линию.